# MAK (program)
Treść tego artykułu może nie być zgodna z zasadami neutralnego punktu widzenia.
Dokładniejsze informacje o tym, co należy poprawić, być może znajdują się w dyskusji tego artykułu.
 Po wyeliminowaniu niedoskonałości należy usunąć szablon [[Szablon:Dopracować|]] z tego artykułu.
MAK – pakiet programów komputerowych służących do automatyzacji procesów bibliotecznych, a w szczególności do katalogowania zbiorów, stworzony przez Bibliotekę Narodową w Warszawie, dystrybuowany w latach 1990–2012.

## Opis
Program MAK został napisany a następnie był rozwijany przez dwóch informatyków, pracowników Biblioteki Narodowej, Jerzego Swianiewicza i Jana Wierzbowskiego. Nazwa jest skrótem od wyrażenia „Małe Automatyczne Katalogi”. Wersja oznaczona 1.0 ukazała się w 1990. MAK jest programem DOS-owym, lecz można go było instalować także w systemie Windows. Najnowsza wersja programu MAK 4.3b pozwala na pracę w oknie w nowych wersjach Windows. Pakiet składa się z trzech modułów: obsługi bazy (m.in. wprowadzanie danych czyli katalogowanie, edycję, wyszukiwanie, eksport danych), drukowania i wypożyczalni. Posiada również osobny moduł MAKWWW, służący do prezentowania baz w Internecie.
Praca pakietu zorganizowana w 4 pulpitach umożliwia szeroki wachlarz działań dla: czytelnika, katalogującego, wypożyczalni i administratora.
Najważniejszym użytkownikiem katalogów jest czytelnik. To dla niego tworzone są bazy i automatyzuje się procesy udostępniania zbiorów. Ta kategoria użytkownika programu MAK ma najbardziej ograniczone możliwości działania na bazach katalogowych tj. może jedynie wykorzystywać rezultat pracy katalogującego i administratora. Przeszukiwanie baz, wydruk lub zapis zestawień bibliograficznych do pliku to nie jedyne możliwości. Rezerwacja materiałów, kontrolowane przedłużanie wypożyczeń oraz zdalne sprawdzenie stanu swojego konta czytelniczego to kolejne usprawnienie obsługi czytelnika w bibliotece zautomatyzowanej.
Katalogujący przygotowuje katalogi: książek, czasopism, bibliografii regionalnej oraz adresowy, które jako wypełnione prezentują się na pulpicie czytelnika, wypożyczalni czy administratora. (Tylko baza czytelników tworzona jest z pozycji administratora wypożyczalni – tj. z pulpitu wypożyczalni). Katalogujący posiada również uprawnienia do tworzenia dokumentacji bibliotecznej na bazie powstałych opisów. Służą temu aplikacje wydruku: kart katalogowych, kart książek, inwentarzy, księgi ubytków, protokołu ubytków, wykazów przekazania itp. zlokalizowane na pulpicie dla katalogującego.
Pulpit wypożyczalni realizuje procesy: wypożyczenia, zwroty, przedłużania, naliczania kar, statystykę szczegółową i ogólną, monitorowanie wypożyczeń i czytelników oraz monitowanie. Do jej uruchomienia niezbędne są dwie pełne bazy: czytelników i zbiorów ze zróżnicowanym kodem kreskowym.
Najszersze możliwości działań przysługują administratorowi programu. To on przydziela uprawnienia użytkownikom programu, modyfikuje strukturę bazy, ustawia program do pracy w sieci oraz importuje opisy z baz zewnętrznych – czuwa nad poprawnością katalogu elektronicznego.
Prace nad graficzną wersją programu pod nazwą MAK 5.0 Biblioteka Narodowa rozpoczęła w 2006. Zostały one zaniechane w 2008, a Biblioteka Narodowa zaproponowała jako następcę MAK-a oprogramowanie MAK Plus, którego opracowania podjął się Instytut Książki w Krakowie. 1 stycznia 2013 Biblioteka Narodowa zaprzestała dystrybucji programów MAK i MAKWWW.